# Perechodnyj vozrast
Perechodnyj vozrast (Переходный возраст) è un film del 1968 diretto da Ričard Nikolaevič Viktorov.